# Садиня Вас (Любляна)
Садиня Вас (словен. Sadinja vas) — поселення в общині Любляна, Осреднєсловенський регіон, Словенія. Висота над рівнем моря: 299,2 м.